# Karl Lagerfeld
Karl Otto Lagerfeld (Hamburgo, 10 de septiembre de 1933 - Neuilly-sur-Seine, Francia, 19 de febrero de 2019) fue un diseñador de moda alemán y socialite europeo, considerado uno de los más influyentes de la segunda mitad del siglo XX. Debía gran parte de su popularidad a su labor para la firma francesa Chanel y a la italiana Fendi, a su actividad como fotógrafo y también a sus llamativas pasarelas, desfiles y apariciones públicas, en las que, por lo general, estaba rodeado de celebridades del espectáculo y supermodelos.

## Familia
Su padre, Otto Lagerfeld (1881-1967), fundó en 1919 la compañía Lagerfeld & Co, que importaba a Alemania la marca de leche evaporada Carnation desde Estados Unidos, y, en 1923, fue cofundador de la fábrica alemana del mismo rubro Glücksklee-Milch. Su madre, Elisabeth Bahlmann (1897-1978), era hija del político local Karl Bahlmann, del Partido de Centro Católico (Zentrum). Ambos se casaron en 1930. Karl tenía una hermana, nacida en 1931, Martha Christiane "Christel" que vivió en los Estados Unidos desde 1957 y murió a fines de 2015. También tenía una medio hermana mayor, Thea, fruto del primer matrimonio de su padre.
Se sabía que Lagerfeld afirmaba ser más joven que su edad real, quitando unos años a su fecha de nacimiento y tergiversando sus orígenes, ya que aseguraba haber nacido en 1938 de padre sueco. En realidad, Otto era alemán nacido en Hamburgo, y de madre alemana. En abril de 2013, finalmente aseguró haber nacido en 1935. Sin embargo, sus padres publicaron un anuncio de nacimiento en 1933 y el registro bautismal de Hamburgo también lo registra nacido el 10 de septiembre de 1933, tal como publicó el diario alemán Bild am Sonntag en 2008 junto con una entrevista a su maestro y un compañero de clase. A pesar de tales revelaciones, Lagerfeld continuó celebrando su cumpleaños con cinco años de retraso.
De joven ya mostraba interés por las artes visuales, y sus compañeros lo recordaban dibujando bocetos, sin importar lo que estuvieran haciendo en clase. Su mayor inspiración eran los artistas franceses, y en una entrevista aseguró que solo siguió estudiando con vistas a aprender francés y poder mudarse allí. Terminó la escuela secundaria en el Lycée Montaigne de París, donde se especializó en historia y dibujo.

## Moda

### Inicios de su carrera
Lagerfeld emigró a París en 1953. En 1955, a los veintidós años, fue premiado con un puesto de trabajo en la casa de modas Pierre Balmain, tras haber ganado un concurso de diseño de abrigos patrocinado por el Secretariado Internacional de la Lana, donde también conoció a Yves Saint Laurent.
En 1958, Lagerfeld se convirtió en director artístico de Jean Patou. En 1964 viajó a Roma, para estudiar historia del arte y trabajar para la firma Tiziano, pero pronto empezó como trabajador independiente para multitud de marcas como Chlóe, Charles Jourdan, Krizia y Valentino.
En 1965, Fendi lo contrató para modernizar su línea de pieles. Los diseños de Lagerfeld resultaron ser innovadores, ya que introdujo y puso de moda el uso de pieles como conejo y ardilla. Permaneció con Fendi hasta su muerte.

### Al servicio de varias firmas
Lagerfeld se hizo definitivamente un nombre internacional con Chanel; y además, en los 80 fundó su propia marca, llamada Karl Lagerfeld, la cual lanza perfumes y líneas de ropa.
Cuando entró en Chanel en 1983, la marca se consideraba "casi muerta" desde el fallecimiento una década atrás de su fundadora Coco Chanel. Lagerfeld reflotó la empresa y, manteniendo el estilo característico, sin embargo lo renovó y convirtió en definitivamente atemporal, con la chaqueta chanel de los 50 adaptable a todo tipo de looks, e introduciendo las cadenas doradas, la camelia y el logo de la doble CC como características inconfundibles.
Lagerfeld era conocido por su gusto y costumbres elitistas, de una excentricidad a veces snob, que no dudaba en mezclar con guiños a la cultura de consumo y a las estrellas populares. A principios de la década de 1990 eligió a nudistas y a una estrella italiana de filmes eróticos (Moana Pozzi) para que desfilasen con su colección Blanco y negro para la firma Fendi; se cuenta que la crítica de moda Anna Wintour abandonó la sala, disgustada. A las críticas contra Pozzi, Lagerfeld respondió: «Las mujeres comunes caminan como Moana y como modelos al 50 %».
Diseñó piezas legendarias como el bañador con agua burbujeante brotando en el frente, un vestido que imitaba un automóvil con una parrilla de radiador y parachoques, y un sinfín de sombreros excéntricos.
Lagerfeld trabajó como diseñador para las casas de moda más importantes:
- 1955-1958: Pierre Balmain
- 1958-1963: Jean Patou
- 1963-1984, 1992-1997: Chloé
- 1965-2019: Fendi
- 1974-2019: Karl Lagerfeld
- 1983-2019: Chanel
- 2004: Hennes & Mauritz (H&M)

En la edición francesa de la revista Architectural Digest en mayo de 2012, mostró su apartamento de París. También reveló su vasta colección de pins Suzanne Belperron y broches y se reveló el color de uno de sus anillos de calcedonia azul como el punto de partida para la colección Chanel de la primavera/verano 2012.
A Lagerfeld le gustaba utilizar hombres en sus desfiles, jugando al despiste, pues Chanel nunca ha comercializado colecciones masculinas, sigue siendo el último espacio del lujo que se le resistía al hombre. Y aunque la casa de costura francesa aunque parece haber sucumbido a la reclamación masculina de su legado. La firma no comercializa una colección para ellos, pero sus verdaderos creyentes no tienen reparo en comprar la ropa de mujer.

### Colaboraciones y proyectos
En 2004 diseñó algunos atuendos para la gira internacional de Madonna Re-Invention Tour, también diseñó algunos para la gira "Showgirl" de Kylie Minogue.
Lagerfeld colaboró con la firma de moda sueca H&M, cuando el 12 de noviembre de 2004, H&M ofreció un número limitado de diferentes prendas en centros comerciales seleccionados, para mujeres y hombres. Solo dos días después de haber surtido los centros comerciales, H&M había anunciado que todas sus prendas se habían agotado. Lagerfeld comentó que no temía que trabajar con firmas más populares manchara su imagen elitista.
En 2017 colaboró con la tienda Falabella ofreciendo diferentes productos como polos, blusas, pantalones, zapatos, zapatillas y bolsos, entre otros.

## Labor como fotógrafo
Produjo Visionaire 23: The Emperor's New Clothes, una serie de fotografías de desnudos del modelo sudafricano David Miller. En 1996 recibió el premio de cultura de la asociación alemana de fotografía.
Además, el hecho de que «el rey de la moda» o el "Kaiser" (como llamaban a Karl en Alemania y en otros diversos países de Europa) estuvo personalmente interesado en el grupo musical Tokio Hotel, demostró que el líder de dicho grupo, Bill Kaulitz, está muy familiarizado con el mundo de moda. En el otoño de 2009, fotografió a Kaulitz para la revista Vogue alemana, lo que fue un gran honor para Bill:
"Empecé a estar interesado en esto a una edad muy temprana; también cosí y diseñé unas cosas por mí mismo y por supuesto es un sueño hacer algo para alguien como Karl Lagerfeld, para mí fue completamente un momento genial y por supuesto estuve feliz de que él se diese cuenta, él mirase y le gustase y eso, también creo que él es súper". (Bill Kaulitz, cantante de Tokio Hotel).
En 2010, fue el fotógrafo elegido para el tradicional Calendario Pirelli del año siguiente. Caracterizó a las modelos (entre ellas, la actriz Julianne Moore) como personajes mitológicos y (por primera vez en dicho calendario) incluyó desnudos masculinos.
Como director creativo de Chanel realizaba personalmente las campañas publicitarias de la casa, con sus propias fotografías.

## Pérdida de peso y nuevo look
Lagerfeld también fue famoso por una drástica transformación de su cuerpo, cuando en 2002 perdió alrededor de 36 kilos en un año. "De repente me quise vestir diferente, usar prendas diseñadas por Hedi Slimane" afirmó. "Pero esta ropa, lucida por chicos muy, muy flacos –y no por hombres de mi edad– requería que perdiese por lo menos 36 kilos. Me costó exactamente 13 meses". La dieta creada especialmente para Lagerfeld por el Dr. Jean-Claude Houdret, se transformó en un libro llamado "La dieta de Karl Lagerfeld" ("The Karl Lagerfeld Diet", 2004). Su silueta mucho más esbelta se acompañó de un nuevo look característico que mantuvo sus últimos 15 años y convirtió en icónico: traje negro de chaqueta, con camisa blanca de cuello alto y almidonado, cabello blanco, sin teñir, recogido en una coleta y mitones y gafas de sol también negros.Claramente, el peso fue un tema para Lagerfeld y es en ese contexto que durante 2012 provocó gran polémica al decir que la cantante Adele estaba "demasiado gorda", declaración que inmediatamente fue respondida por la británica, quien aseguró estar conforme con su físico.

## Su relación con Lady Diana de Gales
Lagerfeld fue asesor de Diana de Gales en temas de moda, él declaró que se sentía frustrado con la princesa debido a que sus sugerencias eran desechadas y declaró a los medios en 2006 que:

-"Era hermosa y muy dulce, pero estúpida"-

## Vida personal
Mantuvo una relación de 18 años con el elegante aristócrata, modelo y socialité francés Jacques de Bascher (1951-1989), aunque Lagerfeld aseguró que fue algo platónico que nunca llegó a lo sexual, ni compartió sus excesos, que toleraba. A mediados de los años 70, de Bascher mantuvo un romance con Yves Saint Laurent; posteriormente, el socio y examante de St. Laurent, Pierre Berge, acusó a Lagerfeld de estar detrás del asunto para desestabilizar la casa de modas rival. Cuando de Bascher murió por complicaciones del SIDA en 1989, Lagerfeld se mantuvo a su lado junto a la cama de hospital hasta su fallecimiento, y ofreció una misa en su memoria.
El modelo Baptista Giabiconi le regaló en las Navidades de 2011 su gatita birmana llamada Choupette (en francés, "cariño"; 15 de agosto de 2011), que había dejado a su cuidado mientras viajaba al extranjero, al notar que se había encariñado con él. La gata se convirtió en una glamurosa mascota mediática, apareciendo en reportajes fotográficos del diseñador, teniendo su propia cuenta en Twitter desde 2012 con miles de seguidores y sacando una línea de maquillaje inspirada en ella en 2016, tras el éxito de una línea anterior en Japón en 2014 para Shu Uemura.